# Franz Prettner
Franz Prettner (* 12. Oktober 1843 in Klagenfurt; † 16. August 1915 in St. Veit an der Glan) war ein österreichischer Advokat und Politiker.

## Leben
Prettner war der Sohn des gräflich Gustav von Egger´schen Inspektionsbuchhalters Georg Prettner (1803–1873) und dessen Ehefrau Rosina Josepha geb. Nußbaumer (* 19. März 1817; † 29. Januar 1883). Er war römisch-katholisch und blieb ledig.
Er studierte Rechtswissenschaften und schloss das Studium mit der Promotion zum Dr. jur. ab. Von 1873 bis 1901 war er Advokat in St. Veit. Im Jahr 1889 erwarb er das Schloss Rosenbichl (heute Gemeinde Liebenfels). Er war Vorstandsmitglied der Kärntner Sparkasse in St. Veit. Prettner ist auf dem Ortsfriedhof in Pulst begraben. Seinen Besitz vererbte er an das Elisabethinenkloster in Klagenfurt.

## Politik
1897 wurde er Mitglied der Deutschen Volkspartei. Er amtierte von 1885 bis 1891 als Bürgermeister von St. Veit an der Glan. Vom 24. November 1887 (in einer Nachwahl vom 12. September 1887 nach Rücktritt von Alexander Grawein) bis zum 8. September 1902 war er Abgeordneter im Kärntner Landtag für den Wahlkreis STM 3 St. Veit. Im Landtag war er in der
- VI. Wahlperiode von 1887 bis 1890 Mitglied des juridisch-politischen, des Revisions- und des Glanregulierungsausschusses
- VII. Wahlperiode von 1890 bis 1896 Mitglied des juridisch-politischen Ausschusses sowie der Sonderausschüsse für Drauregulierung, Wahlrechtsreform und Krankenhaus-Neubau
- VIII. Wahlperiode von 1897 bis 1902 STM 3 St. Veit Mitglied des Bau-, des iuridisch-politischen, des Wahlreform- und des Versicherungsausschusses

Er gehörte dem Klub DVP an.